# Alberto Seabra
Alberto Seabra (5 de fevereiro de 1872, Tatuí - 11 de agosto de 1934) foi um médico brasileiro. Era filho do Coronel Lúcio José Seabra e Ana Carolina de Mello Franco Seabra. 

## Biografia
Terminou os seus estudos primários e secundários em São Paulo e de maneira brilhante se matriculou na Faculdade de Medicina do Rio de Janeiro. 
Ficou apenas 2 anos no Rio de Janeiro, quando se mudou para Salvador para concluir seus estudos na Faculdade de Medicina da Bahia. Foi consagrado como o mais eloquente orador e contemporâneo de Oswaldo Cruz. 
Formou-se em Medicina com 22 anos, em 1894, defendendo a tese "Memória e a Personalidade" que versou sobre assuntos de psiquiatria. Essa monografia revelou sua fecunda mentalidade e apesar de bem moço ainda foi indicado pelo grande Dr. Franco da Rocha para ser médico do Hospital Juqueri. 
Nesse cargo teve bastante destaque e publicando trabalhos memoráveis na imprensa médica na época e publicando trabalhos e firmando-se como expoente no terreno da Criminologia e da Patologia Mental.
Trabalhou ainda na Santa Casa de Misericórdia de São Paulo.
Em 1968, foi inaugurado pela APH (Associação Paulista de Homeopatia) um Monumento a Alberto Seabra, A. Murtinho Nobre e A. Militão Pacheco, na praça Marechal Deodoro em São Paulo.
Posteriormente, este monumento foi transferido com pequena modificação de posição para Praça Olavo Bilac, em São Paulo.
Médico extremamente influente participou da fundação do Instituto Pasteur, Universidade de São Paulo e ainda da Academia Paulista de Letras.
Nos últimos anos pesquisava sobre A Bíblia de Jesus com alguns capítulos inéditos. 

### Homeopatia
Após ter seu filho desenganado pela classe médica Seabra foi aconselhado a procurar ajuda na Homeopatia. Com a recuperação de seu filho através do apoio dos irmãos homeopatas Manuel e Antonio Murtinho Nobre , Seabra passa a estudar as obras de Samuel Hahnemann na busca de evidências no processo da cura pela homeopatia e com isso se tornou-se um brilhante homeopata e lamentava que as instituições na época privassem acadêmicos e profissionais médicos nesses ensinamentos.

### Combate às epidemias
Seabra, na gripe espanhola de 1918, colaborou com as autoridades sanitárias junto ao governo da época, por intermédio da “gripina”. Esse medicamento, conforme testemunho escrito do secretário de saúde da época, pôde salvar milhares de pacientes da morte. 
Alberto Seabra escreveu Higiene e Tratamento Homeopático das Doenças Domésticas (1972), com várias edições, estilo escorreito, linguagem leve e agradável.

## Falecimento
Faleceu de uma segunda crise de angina pectoris no dia 11 de agosto de 1934, aos 62 anos e meio idade, dizendo, como homeopata que era: “Dê-me Veratrum álbum, tenho suores,....” e logo a seguir, “não adianta mais, não tenho forças para engolir”.